# Операција Нортвудс
Операција Нортвудс (енгл. Operation Northwoods) је био предлог операције Централне обавештајне агенције која је имала за циљ да се исценира терористички напад на САД да би се добило оправдање за инвазију Кастрове Кубе. Акцију је отказао тадашњи председник САД, Џон Кенеди, након чега је сменио аутора плана, Лајмана Лемницера.